# 레아 무투사미
레아 멜리사 무투사미(아랍어: ليا ميليسا موتوسامي, 프랑스어: Lea Melissa Moutoussamy, 1997년 10월 18일 ~ )는 알제리의 펜싱 선수로 주 종목은 사브르이다. 2012년 하계 올림픽에서 그녀는 여자 사브르 개인전에 출전하였으나, 32강전에서 러시아의 소피야 벨리카야에게 6-15로 패하며 탈락하였다. 그녀는 여자 사브르 개인전에 출전한 날을 기준으로 14세 288일로, 역대 최연소로 올림픽에 참가한 펜싱 선수로 이름을 올렸다.
무투사미는 프랑스 파리에서 1997년 10월 18일에 출생하였다. 그녀는 현재 파리의 US 메트로 소속이다.